# Цзи Бинсюань
Цзи Бинсюа́нь (кит. упр. 吉炳轩, пиньинь Jí Bǐngxuān; род. 17 ноября 1951, пров. Хэнань) - китайский политик, с 2013 года зампред ПК ВСНП, глава парткома КПК провинции Хэйлунцзян в 2008—2013 гг., член ЦК КПК с 2007 года (кандидат с 2002 года).
Член КПК с апреля 1980 года, член ЦК КПК 17-19 созывов (кандидат 16 созыва).

## Биография
По национальности хань.
Окончил университет Чжэнчжоу.
В 1982-87 годах на партработе в пров. Хэнань.
В 1987—1990 заместитель секретаря, секретарь комсомольского комитета пров. Хэнань.
В 1990—1991 годах начальник Хэнаньской канцелярии по политическому исследованию и заместитель ответсекретаря парткома пров. Хэнань.
В 1991—1993 годах глава Синьсянского парткома КПК пров. Хэнань.
В 1993—1995 секретарь Секретариата ЦК Коммунистического союза молодежи Китая (КСМК).
В 1995-98 завотделом пропаганды пров. Гирин, вице-президент провинциальной партшколы.
В 1998—2001 годах зампред Государственного комитета Китая по радио, телевещанию и кинопроизводству.
В 2001—2008 годах заместитель заведующего Отделом пропаганды ЦК КПК.
С 2008 года по март 2013 года глава парткома провинции Хэйлунцзян и председатель ПК СНП провинции.
На первой сессии Всекитайского собрания народных представителей (ВСНП) 12-го созыва в марте 2013 года избран заместителем председателя Постоянного комитета ВСНП.